# Mesoleptus homologus
Mesoleptus homologus là một loài tò vò trong họ Ichneumonidae.